# آندره ریو (بازیکن فوتبال)
آندره ریو (انگلیسی: André Riou؛ ۸ اوت ۱۹۱۸ – ۵ اکتبر ۲۰۰۵) بازیکن فوتبال اهل فرانسه بود.
از باشگاه‌هایی که در آن بازی کرده‌است می‌توان به باشگاه فوتبال تولوز اشاره کرد.